# Vicente Ferrer Moncho

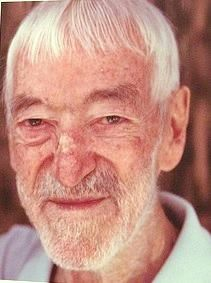
Vicente Ferrer

Vicente Ferrer Moncho (Barcelona, 9 de abril de 1920 - Anantapur, 19 de junho de 2009) foi um filantropo espanhol, considerado uma das pessoas mais ativas na ajuda, solidariedade e cooperação com os desfavorecidos do terceiro mundo. Desenvolvia suas atividades principalmente na Índia, onde chegou em 1952 como missionário jesuíta. Foram 55 anos de dedicação aos pobres.

## Morte
Vicente Ferrer faleceu devido a complicações respiratórias e cardíacas, às 1h e 15min. de 19 de junho de 2009, em sua casa em Anatapur Índia.